# Валдай 45Р
«Валдай 45Р» — российское речное мелкосидящее пассажирское судно на подводных крыльях проекта 23180, разработанное ЦКБ по СПК имени Р. Е. Алексеева (Нижний Новгород). Предназначено для скоростных перевозок в светлое время суток. Головное судно проекта спущено на воду в сентябре 2017 года, серийное производство начато в 2019 году. Пассажировместимость — 45 человек, состав экипажа — 3 человека (капитан и 2 рулевых-моториста). Скорость хода — 65 км/ч, дальность плавания — 400 км.

## История

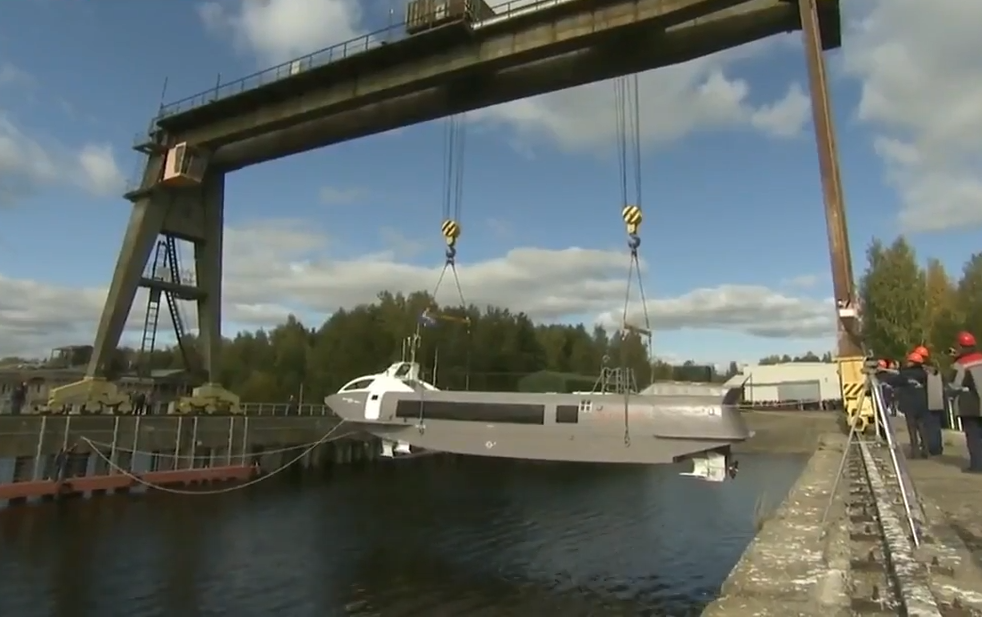
Спуск на воду первого судна «Валдай 45Р»

После выпуска конструктором Ростиславом Алексеевым серийных СПК для рек и водохранилищ, а также морей в виде СПК проекта 340 «Ракета», СПК проекта 342Э «Метеор» и СПК проекта 342МС «Комета» пришла очередь создания подобного судна для малых рек, где глубина может меняться от 7-8 метров до 50-60 сантиметров.
На базе проекта 340 «Ракета» появилась мелкосидящая модификация. А позднее Ростиславом Алексеевым было создано экспериментальное судно на подводных крыльях проекта 1705 «Чайка», через которое в 1962 году был отработан ряд вопросов, необходимых для создания серийного мелкосидящего судна.
В 1963 году в ЦКБ по СПК сконструировали судно проекта 1709 «Беларусь». Производство велось на Гомельском судостроительно-судоремонтном заводе (Республика Беларусь). Головное судно было построено в 1966 году. Его разработали для скоростных пассажирских перевозок в верховьях рек, а также по малым рекам. За счёт очень малой осадки суда этого проекта могли эксплуатироваться там, где из-за большей осадки не проходили более крупные СПК («Ракета», «Метеор» и тому подобные). В 1980-х годах на смену судам типа «Беларусь» пришли СПК проекта 17091 «Полесье», остававшиеся в производстве до 2008 года. Положительный опыт эксплуатации судов этого проекта побудил конструкторов ЦКБ по СПК начать разработку нового СПК именно на основе «Полесья».
Первое судно серии «Валдай 45Р», названное в честь Ростислава Алексеева, заложено в конце 2014 года и спущено на воду в сентябре 2017 года. «Валдай 45Р» стало первым в постсоветской России судном на подводных крыльях. Презентация СПК прошла 24 мая 2018 на Петербургском международном экономическом форуме. Постройка второго судна завершена 26 апреля 2019 года, в октябре этого же года было спущено на воду пятое судно, «Валдай 45Р-5» (строительный номер С-505).
Суда на подводных крыльях нового поколения разработки ЦКБ по СПК имени Р. Е. Алексеева можно эксплуатировать на полноводных реках по всей территории России от Центральной части до Дальнего Востока. 
Два из пяти «Валдаев» были приобретены правительством Ханты-Мансийского автономного округа и с 2019 года работают на регулярном маршруте протяжённостью 422 километра Ханты-Мансийск — Сургут — Банное; время в пути до Сургута составляет около 9 часов, а обратно — 7,5 часов. С 6 августа 2019 года дан старт эксплуатации судов в Нижегородской области по двум маршрутам внутри региона — из Нижнего Новгорода в Городец и Макарьево.
В 2020 году заложены десять судов «Валдай 45Р» на экспорт в Азию.
В феврале 2021 года было подписано распоряжение о закупке трёх СПК этого типа для Чувашии, где планировалось возрождать скоростные рейсовые и экскурсионные перевозки по Волге. Спуск на воду первого «Валдая» для Чувашской Республики под строительным номером С-511 состоялся в апреле 2021 года в Чебоксарах.
27 ноября 2021 года спущено на воду 14-е судно серии, а всего к концу года количество спущенных на воду судов класса достигло шестнадцати.
В июле 2022 года два СПК «Валдай 45Р» начали курсировать по маршрутам Самара — Ширяево и Самара — Винновка. В 2023 году к ним присоединились ещё два «Валдая».
С апреля 2024 года «Валдаи» с бортовыми номерами 17 и 18 стали осуществлять пассажирские перевозки в Ростовской области, по маршруту Ростов — Азов.
В ноябре 2024 года в Нижегородской области спустили на воду девятнадцатое судно «Валдай 45Р», построенное ЦКБ по СПК имени Р. Е. Алексеева. Новое судно, получившее имя Юрия Гагарина, стало первым из пяти, предназначенных для эксплуатации в Саратовской области.
К 2025 году на родине «Валдаев» в Нижегородской области курсируют 5 судов, которые совершают регулярные рейсы по Оке и Волге по маршрутам из Нижнего Новгорода в Балахну, Городец, Павлово на Оке, Макарьево, Чкаловск, к Шуховской башне на Оке, в Дзержинск, в Васильсурск, на Бор, до Мурома (Владимирская область), Юрина к усадьбе Шереметьевых (Марий Эл), а также есть обзорные экскурсии вдоль берегов Нижнего Новгорода.
В 2025 году при поддержке Вячеслава Володина в Саратовской области возобновлены скоростные перевозки по Волге. Для этих целей закуплены 5 судов. По состоянию на июль 2025 года пока что работает 2 судна, которые курсируют по маршруту Саратов- Балаково и Балаково-Саратов. Другие 3 судна прибудут в Саратовскую область до 2026.

## Описание
«Валдай 45Р» — пассажирское судно на подводных крыльях проекта 23180, предназначено для скоростной перевозки пассажиров (до 45 человек) в светлое время суток в районах с умеренным климатом в бассейнах разряда «Р». Судно проекта 21380 спроектировано в ЦКБ по СПК имени Р. Е. Алексеева и является модифицированной версией скоростных судов типа «Полесье», строившихся с 1983 годы.
«Валдай 45Р» имеет обтекаемый цельнометаллический корпус, выполненный из лёгких сплавов заодно с надстройкой. Рубка с круговым обзором расположена на крыше, в носовой части судна, и полуутоплена в надстройку. В пассажирском салоне, находящемся в середине надстройки, рядами установлены кресла — по три с каждого борта. В кормовой части надстройки находятся санузел, машинное отделение и место для экипажа. Посадка-высадка пассажиров осуществляется через кормовой тамбур или носовой пролёт. 

### Двигатель
Судно оснащено высокооборотистым V-образным 12-цилиндровым судовым дизелем MAN D2842LE410 с номинальной частотой вращения 2100 об/мин. Вращение через угловой редуктор передаётся на полупогружённый многолопастной гребной винт, расположенный ниже кормового крыла. После разгона СПК двигатель поддерживает постоянную частоту вращения в диапазоне от 1300 до 1900 об/мин. По сравнению с «Полесьем», оборудованным дизелем М-401, расход горюче-смазочных материалов «Валдаев» существенно ниже.

### Крыльевые устройства
Теплоход имеет два крыльевых устройства из нержавеющей стали, с плоско-выпуклым профилем и заострённой входящей кромкой. Носовое крыло — V-образное, закреплённое на трёх стойках: одна в диаметральной плоскости и две по бортам. У первых девяти теплоходов серии за бортовыми стойками установлены щитки-закрылки, улучшающие остойчивость при выходе на крыло; на «Валдаи», начиная с десятого, закрылки не устанавливают, зато изменилась конструкция основного крыла. У кормового крыла в качестве дополнительной опоры выступает кронштейн гребного вала. Стойки крыльев разъёмные (с фланцевым соединением на болтах), нижняя их часть приварена к плоскости крыла, верхняя крепится болтами к корпусу.

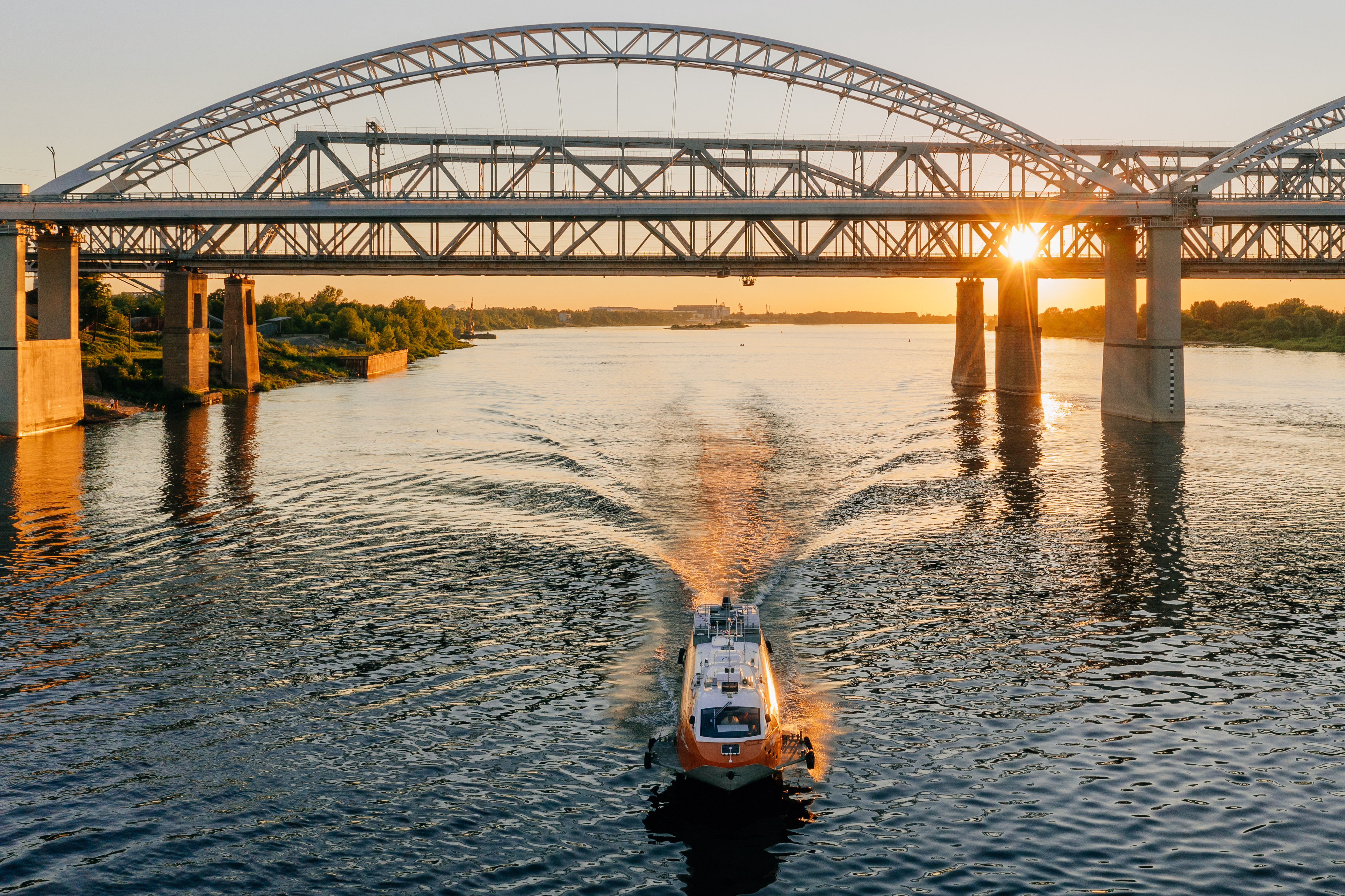
СПК нового поколения пригодны к эксплуатации на полноводных реках по всей России
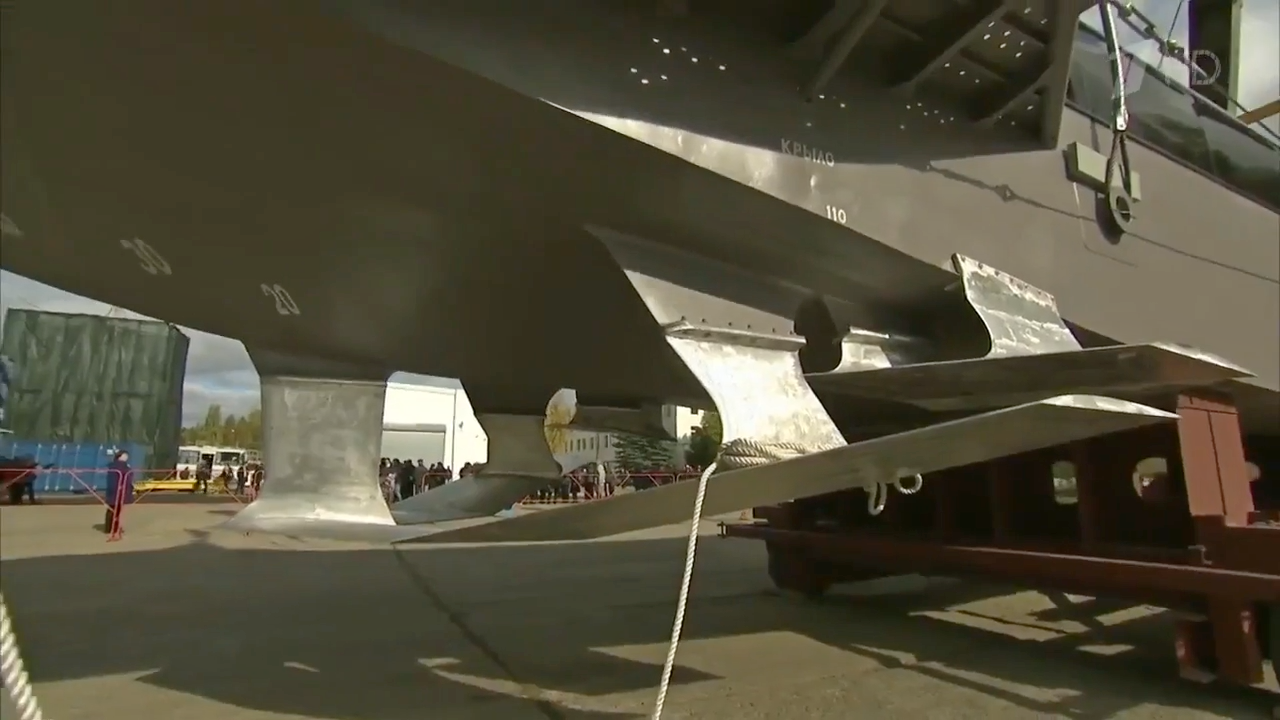
Носовое крыло и закрылки (показан левый борт судна)
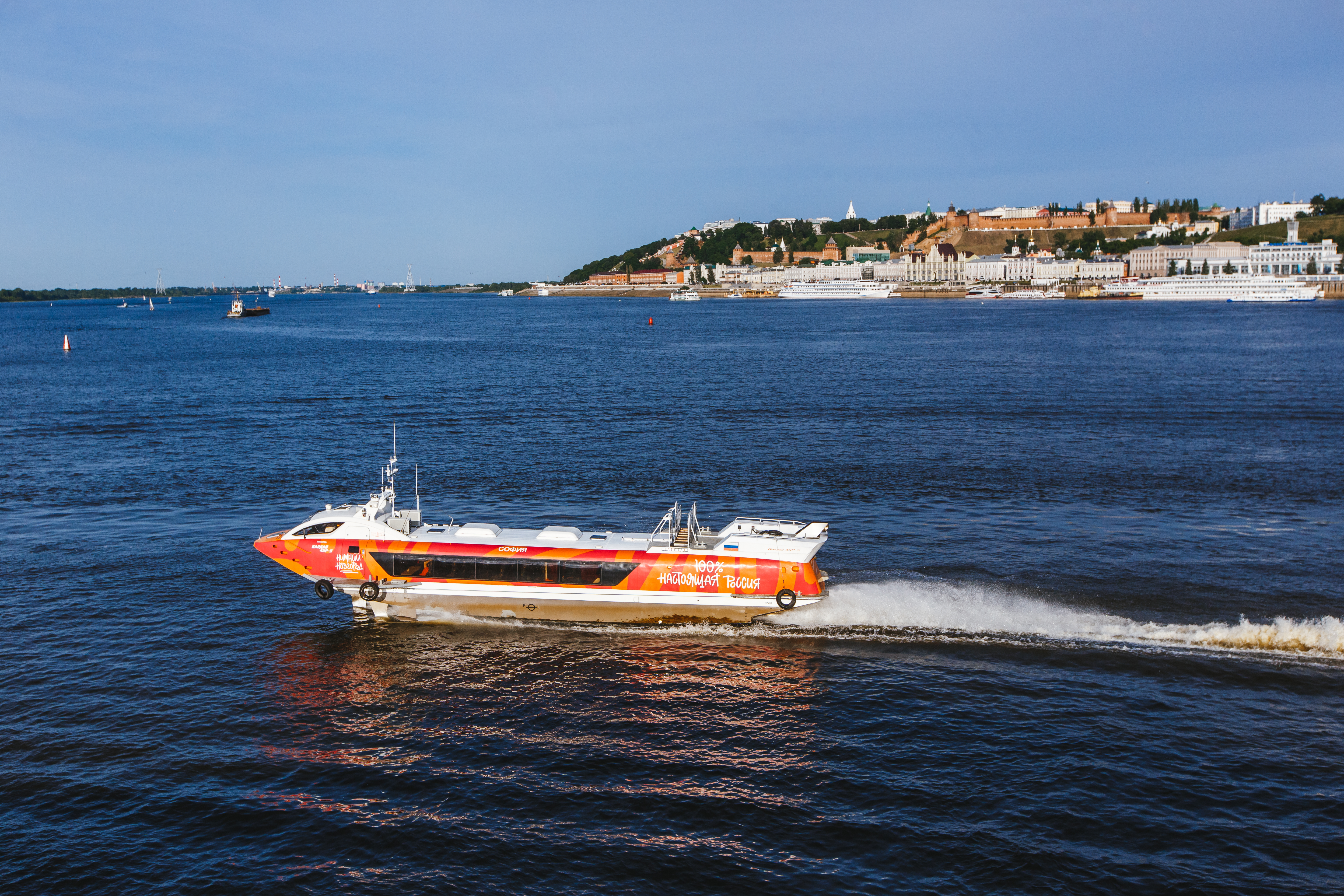
«Валдай 45Р» у берегов Нижнего Новгорода
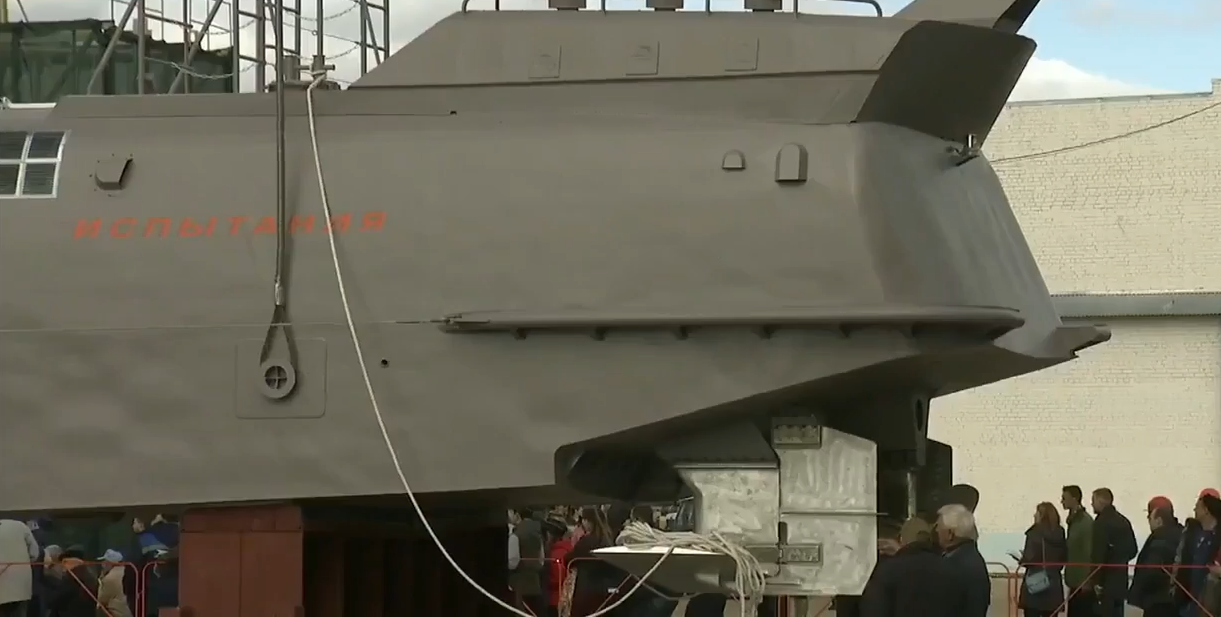
Кормовое крыло
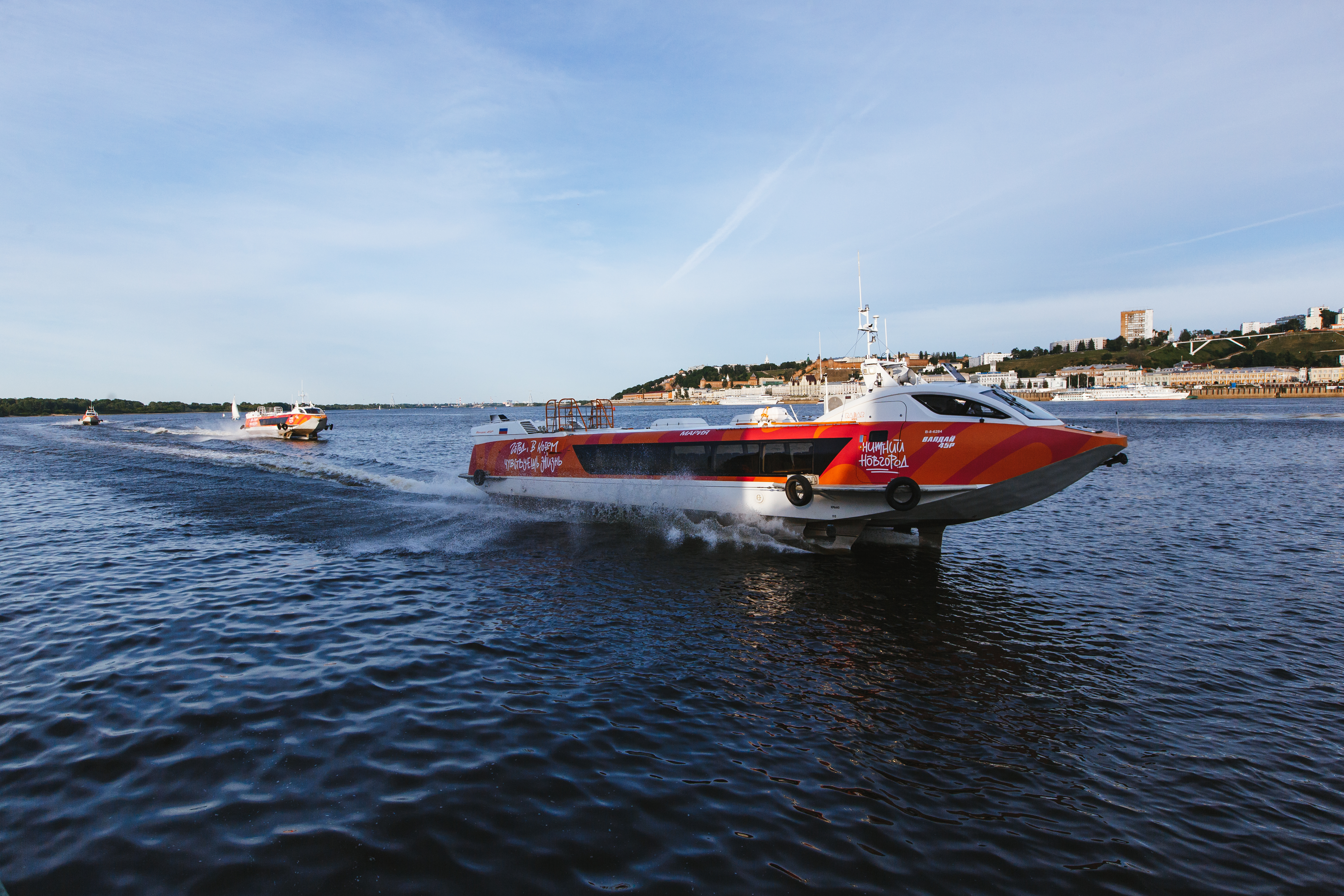
Пять судов «Валдай 45Р» эксплуатируются в Нижегородской области
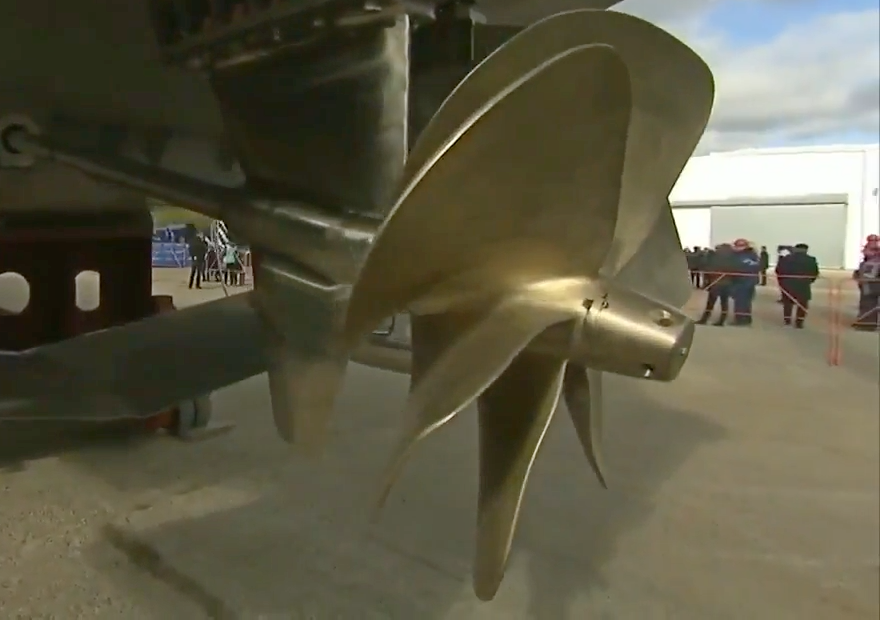
Гребной винт «Валдая 45Р»
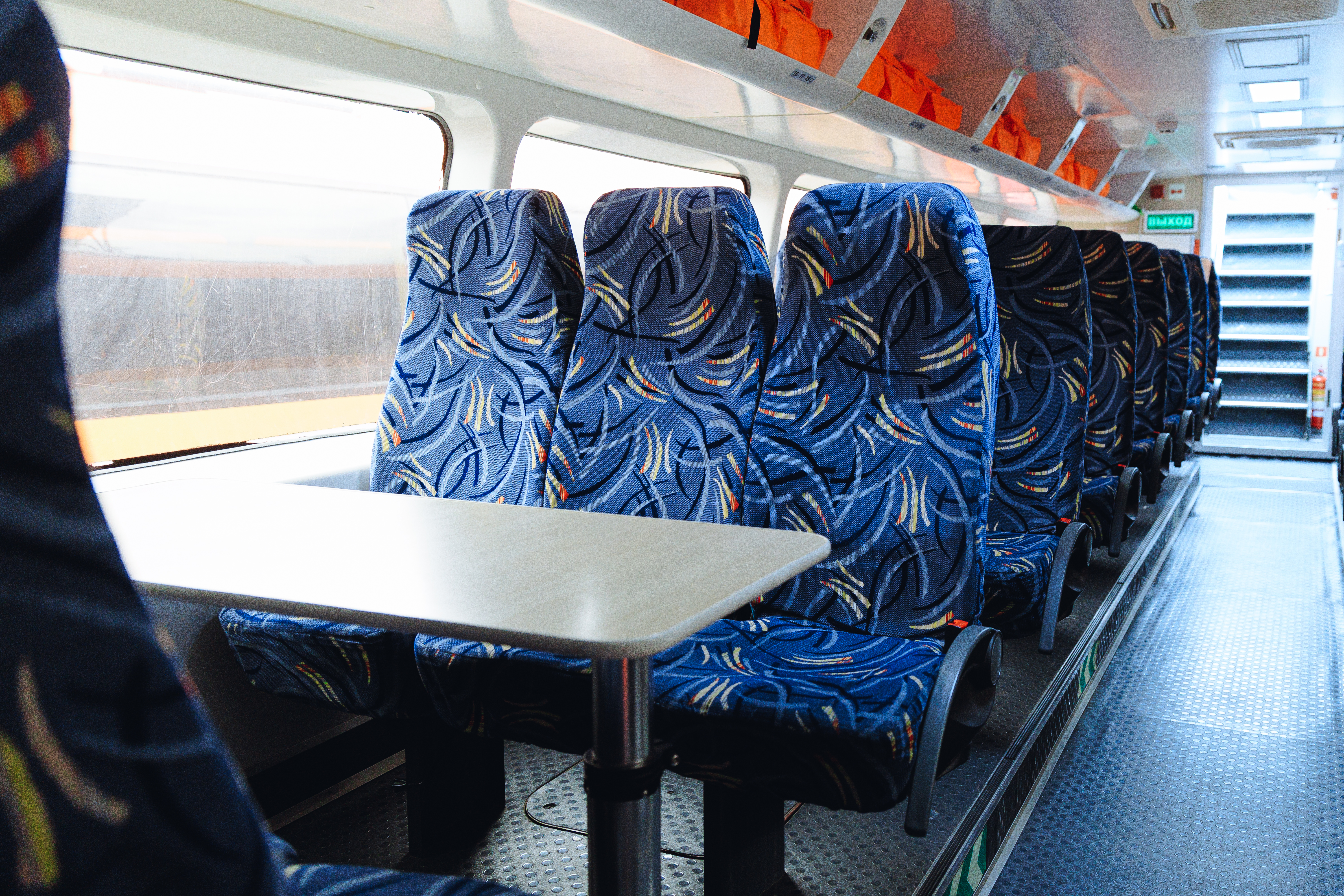
Пассажирский салон «Валдай 45Р»
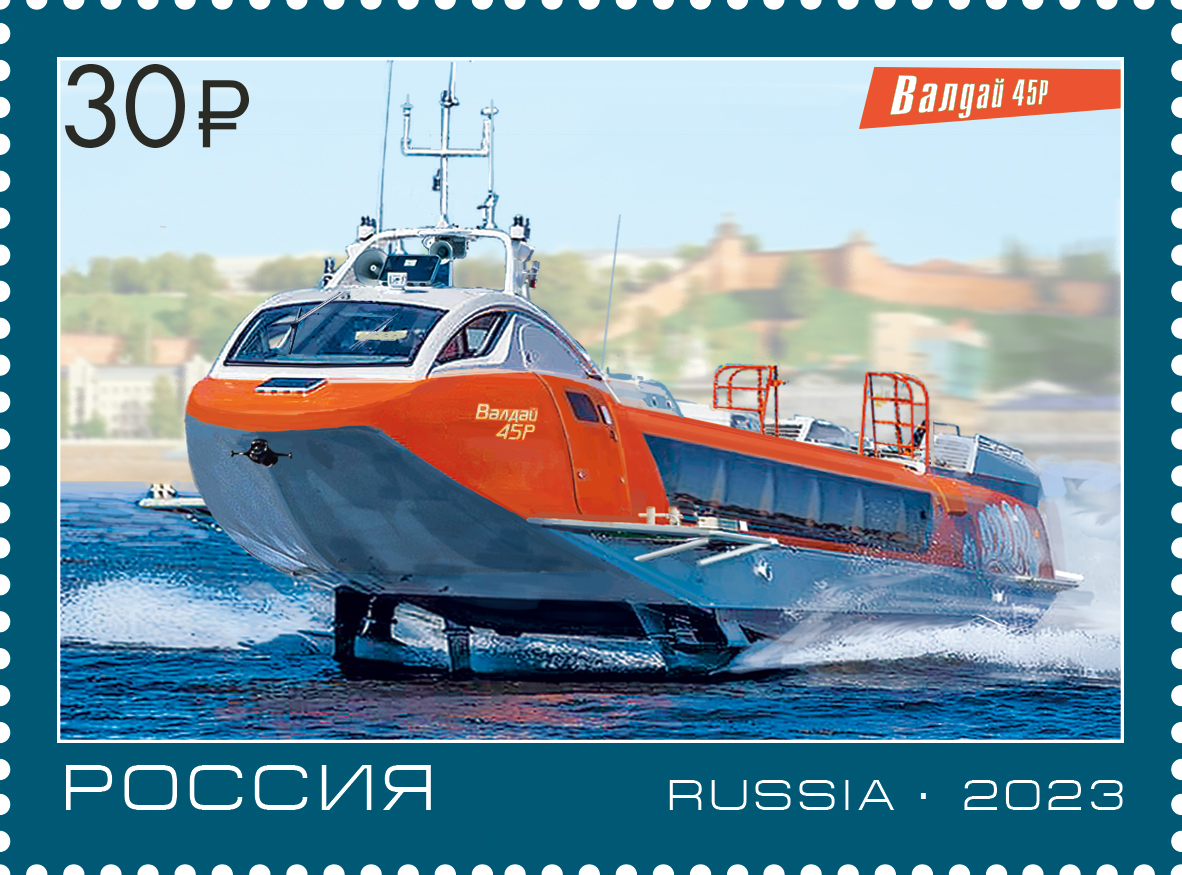
Почтовая марка 2023 год